# Лудвиг Хайнрих (Насау-Диленбург)
Лудвиг Хайнрих фон Насау-Диленбург (на немски: Ludwig Heinrich von Nassau-Dillenburg, * 9 май 1594, Саарбрюкен, † 12 юли 1662, Диленбург) е граф, от 1654 г. княз на Насау-Диленбург. През Тридесетгодишната война е генерал на служба при протестантите и от 1635 г. на кайзерска служба.

## Произход
Той е син на граф Георг фон Насау-Диленбург-Байлщайн (1562 – 1623) и първата му съпруга графиня Анна Амалия фон Насау-Саарбрюкен (1565 – 1605), дъщеря на граф Филип IV фон Насау-Саарбрюкен (1542 – 1602) и Ерика фон Мандершайд-Шлайден († 1581).

## Фамилия
Лудвиг Хайнрих се жени три пъти.
Първи брак: през 1616 г. с графиня Катарина фон Сайн-Витгенщайн (1588 – 1651), дъщеря на граф Лудвиг фон Сайн-Витгенщайн (1532 – 1605) и втората му съпруга Елизабет фон Золмс-Лаубах (1549 – 1599). Те имат децата:
- Анна Амалия (* 1 ноември 1616, Байлщайн; † 6 юли 1649, Алтенкирхен), ∞ I. на 25 април 1638 г. в Диленбург за граф Филип Лудвиг II фон Вид († 16 октомври 1638), ∞ II. на 6 декември 1646 г. в Диленбург за граф Кристиан фон Сайн-Витгенщайн-Сайн († 29 октомври 1675)
- Георг Лудвиг (* между 4 и 14 март 1618, Байлщайн; † 19 май 1656, Диленбург), княз на Насау-Диленбург, ∞ на 8 април 1638 г. в Копенбрюге за Анна Августа фон Брауншвайг-Волфенбютел (* 19 май 1612; † 17 февруари 1673), дъщеря на княз Хайнрих Юлий фон Брауншвайг-Волфенбютел
- Елизабет (* 2 март 1619, Байлщайн; † 9 ноември 1665, Шаумбург)
- Юлиана (* 20 февруари 1620, Байлщайн; † 29 май 1622)
- Алберт/Албрехт (* 7 февруари 1621, Диленбург; † 29 май 1622)
- Катарина (* 10 юни 1622, Диленбург; † 29 ноември 1631)
- Луиза (* 22 май 1623; † 17 ноември 1665, Диленбург), ∞ на 10 февруари 1646 г. в Диленбург за граф Йохан Лудвиг фон Изенбург-Бюдинген (1622 – 1685)
- дъщеря (*/† 27 октомври 1624, Диленбург)
- Хайнрих Вилхелм (* 29 май 1626, Диленбург; † 22 април 1627, Диленбург)
- Магдалена (* 25 декември 1627, Диленбург; † 25 март 1663, Диленбург), ∞ на 9 март 1662 г. за граф Кристиан Мориц фон Изенбург-Бюдинген (1626 – 1664)
- Адолф (* 13 януари 1629, Диленбург; † 9 или 19 декември 1676, Хадамар), княз на Насау-Шаумбург, ∞ на 6 август 1653 г. в Диленбург за Елизабет Шарлота Меландер фон Холцапел (* между 9 и 19 февруари 1640; † 17 март 1707), дъщеря на граф Петер Меландер фон Холцапел
- Филип (* 12 октомври 1630, Диленбург; † 1 или 11 април 1657), близнак, убит в битката при Модлиборзице, Полша
- дете (*/† 12 октомври 1630, Диленбург), близнак
- близнаци (*/† 1631)
- Мария Елеонора (* 3 август 1632; † 26 юни 1633)

Втори брак: след смъртта на първата му съпруга той се жени на 3 септември 1653 г. за графиня Елизабет фон Салм-Даун (* 13 март 1593, Даун; † 13 януари 1656, Диленбург), вдовица на граф Филип Лудвиг I фон Изенбург-Бюдинген († 1615 в дуел) и граф Райнхард фон Золмс-Браунфелс († 1630), дъщеря на вилд- и рейнграф Адолф Хайнрих фон Салм-Даун (1557 – 1606) и графиня Юлиана фон Насау-Диленбург (1565 – 1630). Бракът е бездетен. Тя умира малко след сватбата и е погребана в Хунген.
Трети брак: на 25 септември 1656 г. в Хадамар с графиня София Магдалена фон Насау-Хадамар (* 16 февруари 1622; † 28 юни 1658), дъщеря на Йохан Лудвиг фон Насау-Хадамар (1590 – 1653) и графиня Урсула фон Липе (1598 – 1638). Те имат децата:
- Август (* 8 юли 1657, Диленбург; † 28 декември 1680, Диленбург)
- Карл (* 27 юни 1658, Диленбург; † 4/14 февруари 1659, Диленбург)
- Лудвиг (*/† 27 юни 1658, Диленбург)